# Skeninge-Posten
Skeninge-Posten  gavs ut 14 juni 1884 till 31 oktober 1891. Tidningen hade två editioner,  Grenna-Posten och Östergötlands Annonsblad.
Tidningen startade med provnummer, tre stycken 14 juni till 28 juni 1884.Tidningen trycktes i Skeninge-Postens tryckeri med typsnitt antikva. Tidningen kom ut två dagar i veckan onsdag och lördag. Skeninge-Posten hade 4 sidor i folioformat 5 spalter på  41,5-47 x 32-31 cm  till 15 oktober 1884  och från 8 januari 1887 till 12 november 1890,Vidare 6 spalter 46 x 38 cm från 18 oktober 1884 -1887. Sista tiden 4 spalter 37,5 x 25,7 cm från 15 november 1890 till 31 oktober 1891. Priset var 2 kronor 75 öre 1884 sedan 5 kr 1885 till 1889 och 3 kronor 1890till 1891.
Med gratis skämtbilagan Ole Knagg 23 december 1885 till 17 november 1988 , som då och då åtföljde tidningen, vanligen engång i veckan lördagar med 4 sidor och 3 spalter format 23 x 17,5 cm och  1885 till 23 juli 1887 och därefter i åttoformat , 2 spalter format 21 x 14,2 cm. 
Utgivningsbevis för tidningen Skeninge-Posten, som utgjorde ett slags fortsättning av Skeninge Allehanda utfärdades för litteratören Anders Gustaf Segerstéen 1884 20/5 och redaktören Johan Frans Oskar Fredriksson 13 oktober 1885 , som även varit dess redaktörer.
Vid tidningen upphörande övergick den genom köp till Östgöta Correspondentens aktiebolag i Linköping tillsammans med Grenna-Posten.